# Византийска империя
Византийска империя, Византия или Източна Римска империя са въведени през XVI век съвременни названия, обозначаващи източната част от Римската империя, просъществувала до 1453 г. Главен административен център и столица е Константинопол, днешен Истанбул. Този бъдещ мегаполис първоначално е известен като Византион, с което е и източник за тривиалното название Византия.
Източната част на Римската империя е икономически и военно по-силна и оцелява след епохата на варварските нашествия, довели до разпокъсването и изчезването на Западната Римска империя през V век. Източната Римска империя продължава да се развива и съществува в продължение на още хиляда години (до средата на XV век), когато Константинопол пада под властта на османските турци през 1453 г.
Съвременни територии, които в миналото са били в рамките на Византия за по-кратък или по-продължителен период, са Мала Азия, Балканите, Апенинския полуостров, Тунис, Киренайка, Либия, Египет, Палестина, Йордания, Сирия, Армения, Абхазия, Крим, големите средиземноморски острови Кипър, Крит, Сицилия, Сардиния, Корсика, Балеарските острови, както и други части от северното крайбрежие на Африка и югоизточното крайбрежие на Испания (тогава Бетика). Освен християнството, в развитието на Византия влияние оказват и наследените от Античността езически елинистически и римски традиции и култура. Благодарение на своето географско положение Византийската империя печели в продължение на столетия от търговията между Изтока и Запада и е водеща търговска сила в предлагането на луксозни стоки. Нейният културен, икономически и военен потенциал е фактор, възпиращ разпространението на исляма от изток на запад. Същевременно тя е вид защитник и разпространител на християнската религия сред балканските и някои славянски народи през Средните векове, с които формира т.нар. Византийска общност.

## Начало и наименование
Наречената Византийска от историците столетия след изчезването ѝ, Империята, за разлика от други съществували през Късната античност и Средновековието държави, няма точно определена година на създаване. Византия, както във възприятията на собствените поданици, така де факто и де юре, е автентичната средновековна (официално латиноезична до VII век, а след това) гръкоезична Римска империя, органично продължение на античната римска държава. Византийците наричат себе си римляни (на латински: romani – романи, на гръцки: ρωμαίοι – ромеи), а държавата в която живеят – Римска империя (от гръцки: Ρωμαϊκή Αυτοκρατορία – Ромайки автократория), а също така Царство на римляните (от гръцки: Βασιλεία τῶν Ρωμαίων – Василия тон ромеон). За съвременниците ѝ империята е известна като Романия (Ρωμανία, Romania). Новата християнска столица Константинопол дори до средата на V век също бил по-известен като „Нов Рим“ (Nova Roma, Νέα Ρώμη). След 800 г., когато кралят на франките Карл Велики бил коронован за римски император от папа Лъв III, в латинските текстове се употребяват принизителни формули като „крал на гърците“ (rex Greacorum) и „крал на Константинопол“ (rex Constantinopolitanus), което е израз на несъгласие относно статуса на Βασιλεία τῶν Ρωμαίων като продължение на Imperium Romanum. В малко по-различен аспект би могло да се разглежда и честото използване на названието „гръцки“ и „гърци“ (вместо „ромейски“ и „ромеи“) в средновековните латински и славяноезични текстове, където надали преднамерено е влаган някакъв етнически смисъл.
Самото наименование Византия е неологизъм, произлизащ от старото име на Константинопол: Византион (Βυζάντιον). През Средновековието името Византион и негови производни почти не се използват, освен в много редки случаи, стилизирани от някой хронист в империята. Изразът „византийски“ („византийска“) в съвременния му смисъл се среща за първи път у Йероним Волф през 1557 г. и става традиционен за историческата литература след издаването на Парижкия историографски корпус Corpus Byzantinae historiae (1645 – 1711 г.).
Латинското название Романия и името романи се използват в латинската им форма от римското и романизираното балканско население, както през Античността и Средновековието, така и в наши дни от потомците на това население, наричащо себе си романи (през средните векове с оригиналната латинска дума romani, а днес на румънски език român). В българския език са известни като румънци и власи. Гръцкото население на Империята и елинизираното такова използват гръцката дума ромеи. Постепенно с изселването, избиването и прокуждането след VII век на по-голямата част от балканското романизирано население от градовете и селата към планините на Балканския полуостров, латинското самоназвание романи почти изчезва и остава меродавно само гръцкото ромеи.
В традиционната историческа литература за вододел между историята на античната Римска империя и историята на нейната средновековна метаморфоза Византия, често се избира 330 г. (обявяването на Константинопол за новата столица на Римската империя), по-рядко 395 г. (разделянето на империята между синовете на Теодосий I), най-често 476 г. (свалянето на Ромул Августул от престола на Западната Римска империя), понякога 565 г. (края на управлението на Юстиниан) или дори още по-късна дата – 641 г. (смъртта на Ираклий).

### Периодизация
Историята на Византия условно може да се раздели на три периода: първият – наричан романоезичен, латински или ранновизантийски от ІV до VІІ в., при който официален език на държавата е латинският език, а част от императорите произхождат от романизираното балканско трако-илирийско население; вторият – класически, гръцки или средновизантийски период, който започва през VІІ век и трае до 1204 г.; третият – късновизантийския период, който трае от 1261 г. до 1453 г.
От 610 г. нататък се наблюдава издигането на императори, произхождащи главно от елинизираното население на империята, в частност Мала Азия, Сирия и Армения. През втория и третия период, официален език на държавата е средногръцкият. Част от „реформирането“ на империята е нововъведението на император Ираклий, който през 629 г. заменя своята латинска титла Augustus с гръцката титла Βασιλεύς.
Краят на първия и началото на втория период съвпадат с нашествията на авари и славяни по Балканския полуостров. По същото време в Азия арабите започват своята постепенна експанзия за сметка на земите на Византийската империя. Това донякъде спомага за оформянето на Византийската империя като състояща се главно от гръцко или елинизирано население. След заселването на славяните из целия Балкански полуостров, етническият облик на тези земи се променя. Част от оцелялото елинизирано местно население, независимо от самосъзнанието му е асимилирано от тях, докато друга част, главно романизирано население се преселва в труднодостъпните планини на Беломорието, Карпатите, Западна Вардарска Македония и Далмация. По-късно става известно с името власи, живеещо откъснато от останалия свят векове наред.

## Политическа история

### Ранен период
През Късната античност и Ранното средновековие, латинският език продължава да бъде официален език във Византия. Това си доминантно положение латинският език започва лека-полека да губи още при царуването на Маврикий и Ираклий, когато гръцкият език също е обявен за официален език, наравно с латинския. На границата между VII и VIII век, латинският език окончателно е изместен от гръцкия, който в източната част на Стария свят е говорен още от времената на Александър Македонски и диадохите. Елинизацията е главната причина, която не позволява на латинския език да се наложи като единствен общ говорим език в рамките на римския Изток. Това обуславя неговото отпадане в културната битка, от която победител излиза гръцкия език.

През първите си векове, Империята успява да поддържа военно, икономическо и културно превъзходство сред околните варварски племена, като единственият ѝ сериозен противник е Персия. По това време (V – VII век) тя владее Балканския полуостров, Мала Азия и страните по Източното Средиземноморие – Сирия, Палестина, Египет. През 476 г. пада Западната Римска империя, като римският военачалник – германецът Одоакър сваля от престола император Ромул Августул, последния император на Западната Римска империя, с което настъпва края на тази държава. Одоакър изпраща императорките инсигнии, носени от Ромул Августул на императора на Източната Римска империя – Зенон, и в писменото обръщение до него заявява, че: 
| „ | Тъй като слънцето е едно на небето, така императорът трябва да е един на земята | “ |

С предаването на инсигниите на Ромул Августул на император Зенон, Византия става единствен законен наследник и на Западната Римска империя, а с това и единствения законен наследник на Древен Рим и Римската империя. Одоакър получава титла Magister Militum, т.е. военен управител на Италия и признава върховната власт на императора на Византия. През 527 г. император става Юстиниан. Той си поставя за цел да възстанови Римската империя в нейната цялост. За целта през 533 – 534 г. войските му завоюват намиращото се в Северна Африка Вандалско кралство. В периода 535 – 555 г. е завладяно и Остготското кралство на територията на Италия след упорита съпротива от негова страна, а през последното десетилетие от управлението на императора – и южното крайбрежие на Испания. Много бързо след смъртта на императора обаче Испания, част от Северна Африка, Северна и Средна Италия са загубени завинаги.
Постепенно Балканите са разорени от системните нашествия на готи, хуни и авари, след което са колонизирани от славяните. В края на VII век северната част на полуострова е откъсната от българите. Империята си запазва градовете в южната и централна част на полуострова, но успява да интегрира постепенно славянското население в южната част.
Източните провинции стават арена на религиозни вълнения, провокирани от културните различия със столицата и стремежа на императора да управлява църквата.
Периодът завършва с драматичното управление на император Ираклий (610 – 641 г.). В началото на неговото управление Византия е притеснена от авари и славяни. На Изток активните действия на Персия водят до катастрофа за ромеите: окупирани са голяма част от Мала Азия, Сирия, Палестина, Египет. След много осмисляне на събитията, Ираклий се решава да води отново армията. С помощта на Църквата, императорът начело на добре екипирана и обучена голяма армия отвоюва Източните провинции, превзети от великия шахиншах (цар на царете) Хозрой II. Забележително в управлението на този император е промяната в административното устройство на империята и налагането на военно-административни области – т. нар. „темѝ“. В края на управлението си Ираклий е съкрушен от нова загуба на Източните провинции, този път завинаги, от един нов противник – арабите, които към средата на VII век построили свой флот, започнали набези по средиземноморските острови, в Северна Африка и в Сицилия. Византия е изтощена от продължителната война със Сасанидска Персия, като самата Персия към 644 г. е изцяло завладяна от укрепващия Арабски халифат.

### Среден период
От средата на VII век започва формирането на съвременните културни и етнически граници в западната част на Евразия. Византия стои в центъра на тази огромна област в географски, исторически и културен аспект. Тя оказва силно влияние върху двете големи култури, възникнали през Ранното Средновековие – католицизма и исляма, но най-значимо е прякото ѝ участие при обособяването на третата голяма култура – православието.
Що се отнася до териториите ѝ, през VII век – X век империята се свила до съвременните граници на Турция и Гърция, но това било по-единно общество – гръцкият език станал основен, православната църква се освободила от еретичните Източни провинции, преминали към исляма, и постепенно се отдалечавала от католическия Рим. Военните и икономически промени създали силното военно съсловие на стратиотите, средна класа, позволила на императорите да водят активна политика векове наред.
През първите стотина години от периода (634 – 740 г.) основният противник на империята били арабите. Още през 649 г. тези традиционно пустинни бойци построили флот и започнали да оспорват морското могъщество на ромеите. На няколко пъти те достигали и обсаждали по суша и море Константинопол, но били отблъснати. През 672 г. за пръв път в морска битка с арабите бил използван гръцки огън – оръжие, чиято тайна на производство била толкова старателно пазена, че изчезнала заедно с империята. В края на VII век, нова държава започнала да оспорва владичеството на империята на Балканския полуостров. Във войната през 680 г., с възникналата преди няколко десетилетия Българска държава, империята претърпяла унизително военно поражение и през 681 г. подписала мирен договор. В следващите десетилетия, българи и араби периодично заплашвали военно и икономически, устоите на империята. През 717 г. при поредния арабски поход, столицата отново била обсадена. Гръцкият огън по море и най-вече намесата на българския владетел Тервел по суша на страната на ромеите, нанесли нечувано дотогава поражение на арабите. Това позволило на император Лъв III Сириец да откаже завинаги арабите от амбициите им да завладеят града.
През 730 г. Лъв III поставил началото на нов религиозен спор, разделил Империята за над 100 години на противници и поддръжници на почитането на иконите. Историците спорят дали причина за появата на иконоборството са незаглъхналите ереси от предните векове или влиянието на исляма, забраняващ изобразяването на човешкия лик. Несъмнено религиозната концепция на иконоборците (през XV век подобна концепция в Западна Европа приели последователите на Мартин Лутер) била поддържана от елита – императорите от Сирийската династия и заможните класи от Мала Азия. Не бива да се пропуска военния възход на Източната империя при управлението на императорите-иконоборци, по източните граници и фронта с арабите настъпва паритет, а с петте си похода срещу Дунавска България, Константин V я изправя пред унищожение. В крайна сметка победила опозицията на иконопочитателите, обединили се около императрица Ирина и дребното духовенство, но отслабената от конфликта империя трябвало да се примири с няколко големи загуби – възникването (признаването) на втора Римска империя – когато Карл Велики бил коронясан в Рим на 25 декември 800 г., опита на Ирина чрез брак с Карл Велики да обедини отново Римската империя; окончателната загуба на повечето територии в Италия, което насърчило папата в Рим да търси подкрепа занапред от кралете на франките; укрепването на Дунавска България, чието съществуване империята не можела да приеме.
След 843 г. иконопочитането било окончателно възстановено и започнали най-значимите векове на Византия. Опитът на братята Кирил и Методий да направят Моравия православна страна не успял, но в следващите два века всички южни и източни славяноговорещи страни приели християнството от Византия (някои от тях – с посредничеството на България). Още през IX – X век започнало формирането на съвременните православни народи и езиците им. Това изпреварване с няколко века на същия процес в Западна Европа се дължи на ясно осъзнатата културна стратегия на Империята – нейните проповеднически мисии използвали славянски преводи на свещените текстове.
Под натиска на араби и българи империята в началото на X век изпаднала в крайно затруднено положение. Многобройните набези на българския цар Симеон I към столицата били трудно удържани от император Роман Лакапин и регентствата на император Константин VII.
Културното развитие в крайна сметка било последвано от военни успехи. Войнишките императори Никифор II Фока и Йоан Цимисхи от втората половина на X век, постепенно възвърнали под властта на Източната империя (Сирия), част от Месопотамия и островите в Източното Средиземноморие. Апогей на византийското могъщество е управлението на император Василий II, който след 40-годишна война с България успял да победи достойния си противник цар Самуил, през 1018 г. окончателно завладява Първото българско царство и успява да възстанови контрола на Византия над Балканския полуостров.
В началото на XI век Византия била център на средиземноморския свят. Територията и се простирала от Сирия и Армения на Изток до Далматинското крайбрежие на Балканите и долното течение на р. Дунав. Със силна икономика, развити парични отношения и търговия, разположена между нововъзникващите центрове на цивилизация, тя била пример за подражание и недостижима цел. След смъртта на Василий се проявили отново с пълна сила противоречията между столичната и провинциалната аристокрация. Честата смяна на владетелите сред многобройни преврати и интриги изправили империята пред криза, както във военно, така и в стопанско отношение. Императорите усещали наближаващата криза, но не успели да я предотвратят. Силната държава, църквата и земеделската аристокрация постепенно разорили класата от свободни селяни и стратиоти (войници).

### Административно устройство на Византия през V век
Началото на Византийската империя се поставя след разделянето на единната Римска империя през 395 г. между синовете на Теодосий I. Трите основи, на които се крепи византийското общество са римската държавна уредба, елинската култура и християнската религия. Следата оставена от Рим във Византия постепенно се заличава, за да може на нейно място да се утвърдят древногръцката култура и теократизацията на политическия живот. Но въпреки това византийските граждани не изоставят римските традиции, те до последно се наричат „ромеи“, а римското право продължава да бъде мяра за държавно и юридическо ръководство. Управленската държавна система на Византия се оформя след приемането на християнската религия. Формата на държавно управление е монархия, благословена от Бога. По този начин се осъществява обединението на императорска и църковна власт, а властта на василевса се възприема като подобие на небесната. Устройството на Византийската империя трябва да наподобява Божието царство.
Византия формално смята за свои териториите, принадлежащи на Римската империя. Императорът се смята за върховен господар на християнския свят. Той е „Божи наместник“. Неговата власт е свещена. Той е не само съдия, законодател и военачалник, а и връзката между Бог и хората. Макар и в по-ранния византийски период властта му да е ограничавана от сената, армията и народа, с течение на времето, благодарение на бюрократизацията василевса се сдобива с повече правомощия.
През V – VI век функцията на сената е силно намалена. Той се свиква само, за да приема владетелските предложения, без да ги обсъжда. Все пак сенаторите имат възможност да правят и свои проекти – senatus consulta. Ако василевса ги одобри, те придобиват тежестта на закон. Въпреки ограничената си власт, сенатът си остава важен имперски орган. Той е коректив на абсолютната власт на императора – самодържец. Ролята на сенаторите е голяма при избирането и провъзгласяването на нов император, както и при някои по-важни съдебни процеси, тъй като той представлява народа. Сенатът е консултативен орган и ако е поканен от императора взима участие в разрешаването на важни външно- и вътрешнополитически въпроси. Тогава, независимо с колко власт разполага, василевса трябва да се съобразява с това знатно и немалобройно съсловие. Основната част от него се състои от граждани, военни сановници и едри земевладелци. Първоначално в сената влизат по право висши императорски служители – mustes, spectabiles и clarissimi. През V век броят на сенаторите се увеличава, тъй като в сената вече се приемат и забогатели граждани.
Голяма и величествена империя като Византийската трябва да разполага със силен ръководен център и да се контролира от него. Този център е столицата – Константинопол. Там се намира седалището на императора – Свещеният дворец. Там са и най-важните държавни служители. Сред тези най-важни служители достойно място заема префектът на града – praefectus urbi или епархът (както е по-късното му, елинско наименование). Той стои малко по-ниско от василевса. Неговите задължения са да се грижи за благоустройството на града, да пази реда, да се информира за случващото се в него. Когато императорът отсъства, епархът го замества, а при криза получава неограничена власт. В неговите правомощия се включва и правото му да съди гражданите и да разполага със свободата им. Фактически той води всички съдебни дела за всяко извършено престъпление. Негова задача е не само да се интересува, но и да знае какво се случва в града.
Квесторът, също като епарха има и съдебна власт. Той е юрист и съставител на законите, под които императорът само се подписва. Занимава се и с назначаването на държавни чиновници, у него е списъкът с имената им и с длъжността, която заемат. Магистърът на официите – magister officiorum е нещо като премиер на държавата. Той е началник на отделните ресори, грижи се за външната политика и е най-авторитетния човек на централното управление. Контролира всички имперски официи, т.е. цялото имперско управление. Неговата официя е съставена от agentes in rebus, които са държавни разузнавачи и куриери. Magister officiorum отговаря за сигурността на императора. Ето защо под негово командване е охранителната гвардия – scholae palatinae. Негово задължение е да отговаря за всякакъв вид общуване с външните сили, да приема чуждестранни пратеници. А от края на IV век се заема с пощенските връзки – cursus publicus, които първоначално са задължение на преторианските префекти.
Magister peditum и magister equitum са съответно главнокомандващите на пехотата и на конницата. Това разделение, което е от полза, скоро бива изоставено, тъй като в императорския двор се намират двама пълноправни пълководци, които се ползват едновременно с титлата magister equitum et peditum praesentalis. Назначават се трима главнокомандващи, чиито териториален обхват е ограничен – за Ориента, Тракия и Илирия – magister militum per Orientem, per Thracias, per Illyricum. Подчинени на тях са и duces – оглавяват граничните подразделения в провинциите, докато magistri militum praesentales отговарят за дворцовите военни части. По този начин Византия се сдобива с петима военачалници, пряко подчинени на василевса, който обединява единството на военната сила.
Висши държавни сановници са comes sacrarum largitionum и comes rerum privatarum. Единият надзирава държавното съкровище – aerarium sacrum, а другият – личното състояние на императора – aerarium privatum, което дотогава е управлявано от magister rei private. Там постъпват приходите от държавните монополи и мита, от личните земи на владетеля, от рудниците и от ергастериите му, а също и сумите от конфискувани имоти – bona damnatorum и земи без собственик – bona caduca.
Всички изброени дотук сановници, с изключение на сената, образуват така наречения consistorium sacrum или „свещен консисториум“. Това е прекият съвещателен орган на императора. Заседанията на този съвет се наричат silentium, от което стигаме до извода, че на съвещанията проблемите рядко се обсъждат, по-скоро императорът излага идеите си, а членовете на съвета просто се съгласяват с него. Понякога в състава на консисториума за някои заседания взима участие и сената.
Префектите на претория също продължават да присъстват сред държавните сановници и да играят немаловажна роля сред тях. Функциите им основно са от граждански характер. Императорите се стремят да омаловажат функциите на префектите на претория, за да могат да създават пряко подчинени на двореца служби. А за да се спре сдобиването с голяма власт от един човек, броят на префектите на претория се увеличава. Голямата еднолична власт в ръцете на василевса става причина за зачестилото назначаване на сановници, чиито задължения са пряко свързани с двореца и със самия него. Така например от голямо значение се оказва длъжността на началника на дворцовата спалня – praepositus sacri cubiculi, който най-често е евнух. На него императора има голямо доверие и понякога той участва в решаването на държавните дела. Според някои източници обаче praepositus sacri cubiculi не е началник на дворцовата спалня, а на целия дворец и не е евнух.
Поради премахването на привилегированото положение на Италия се премахва и делението на провинциите на императорски и сенаторски. Всички те вече, независимо от характера си, са подвластни на императора – самодържец. Италия също е разделена на провинции и обвързана с данъчно облагане. Техният брой непрекъснато се увеличава и ако при Диоклециан са около 100, то през V век са повече от 120. По времето на същия император диоцезите са 12, а по-късно 14. След това при император Константин, Византия е разделена на префектури, като всяка префектура обхваща голям брой диоцези, а те – голям брой провинции. Т.е. провинциите са подразделения на диоцезите, а те – на префектурите.
Самите префектури са четири на брой – Ориент, Илирия, Италия и Галия. Източната префектура – praefectura pretorio per Orientem се състои от следните диоцези: Египет, Ориент, Понт, Азия и Тракия, обхваща Египет и Либия, Предна Азия и Тракия. В илирийската префектура – praefectura praetorio per Illyricum влизат диоцезите Дакия и Македония, а тя съдържа Гърция и Централните Балкани. В италийската префектура – praefectura praetorio Italiae се включват освен Италия също и голяма част от Латинска Африка, Далмация, Панония, Норик и Реция. Галската префектура – praefectura praetorio Galliarum обхваща Римска Британия, Галия, Иберийският полуостров, както и западната част на Мавритания. Всяка префектура се управлява от преториански префект. Преторианските префекти на Изтока (със седалище в Константинопол) и на Италия са най-важните служители на империята. След тях са другите двама – на Илирия (чието местожителство е в Солун) и на Галия. През годините Западната империя запада все повече. Претърпява тежки стопански и политически кризи, които оставят голям отпечатък и „помагат“ за нейното падение. В това време Източната империя – Византия процъфтява и се развива. Успешно преодолява проблема с бурното Велико преселение на народите и въпреки нередките политически разногласия, зачестили през IV – V век, не се разпада. Византия остава единна дълго време и съществува още приблизително десет века.

### Бавен упадък
Смъртта на Василий II през 1025 г. била последвана от продължителен период на преврати и дворцови интриги. Новите силни класи – столичната дворцова бюрокрация, военната провинциална аристокрация, икономическите магнати постепенно променили политическата система съобразно интересите си.
Последните императори от Македонската династия (съпрузи на дъщерите на император Константин VIII, брата на Василий II) изхарчили средствата от хазната за разкош и мащабни строежи на църкви и социални заведения. Отговорникът за столичните сиропиталища, евнухът Йоан Орфанотроф построил голям приют за бедни (т.нар. Птохотрофион) и специален манастир за разкаяли се проститутки.
Армията била занемарена и само авторитетът на предишните успехи спрял за известно време амбициите на войнствените съседи. През 1071 г. при арменския град Манцикерт Византия загубила една от най-важните битки в историята си – срещу турците селджуци, водени от султан Алп Арслан. На турците предстояло да заемат Мала Азия – икономическото и военно ядро на Империята, а три века по-късно и останалите ѝ територии. Византия претърпяла и удар на Запад, където норманите след завладяването на о-в Сицилия през посочената 1071 г. превзели и последната византийска крепост в Италия – Бари.
Макар и ожесточени противници на Византия норманите се влияели от нейната култура. Христос Пантократор в Монреалския събор на о-в Сицилия, построен при управлението на Вилхелм II (1171 – 1189 г.).
През 1054 г. един дребен конфликт предизвикал схизмата (взаимно отлъчване и анатема – обвинение в ерес) между църквите на Константинопол и Рим, а всички бъдещи опити за възстановяване на църковното единство на християнския свят се оказали нетрайни и безуспешни.
При императорите от династията на Комнините (1081 – 1185 г.) класическият бюрократичен централизъм на византийската държава постепенно отстъпил на управлението на знатни родове, опиращо се на военната сила набирана чрез системата прония. Тази структурна промяна феодализирала Византия и в крайна сметка довела до децентрализация и политическо разпокъсване на православния свят във време на възход на обществата по границите му.
Алексий I Комнин (1081 – 1118 г.) спасил Империята атакувана отвън от нормани и печенези на Балканския полуостров и селджуците в Мала Азия, и отвътре от еретичните секти на павликяните в Тракия и богомилите в България. При липсата на достатъчно собствени ресурси Алексий използвал умело дипломацията – основно оръжие на Византия през тази и последвалите епохи. Срещу печенезите използвал куманите, срещу норманите – турски военни отряди и флота на Венеция. Цената на спасението била голяма – Венеция получила монополни привилегии в имперската търговия (право на безмитна търговия, което разорявало занаятчиите и търговците в империята), а селджукските турци създали ислямска държава в сърцето на Мала Азия със столица град Икония (Коня). Апелът за помощ на Алексий срещу турците до папа Урбан II съвпаднал с клюнийската реформа на западното духовенство и предизвикал религиозна ревност и пропагандата на идеята за Първия кръстоносен поход.
Започнали като авантюристични експедиции на западните поклонници и рицари за освобождаване на Светите земи, кръстоносните походи били нож с две остриета за Империята. С помощта на западните рицари била възстановена властта по крайбрежието на Мала Азия, но нововъзникналите латински княжества на Изток откъснали византийски територии. Постепенно от съюзници Императорът и кръстоносните водачи се превърнали във врагове, а богатствата и блясъкът на Империята я направили мечтана плячка в плановете на западните рицари.

### Разрушаване и възстановяване
В края на XII век ислямският свят, предвождан от талантливия султан от кюрдски произход Саладин успял да отвоюва светите места от кръстоносците. Армията му влязла в Ерусалим на 2 октомври 1187 г. Агресията на западноевропейците се пренасочила към Византия, в която продължавали процесите на феодализация и децентрализация.
Различни западноевропейски интереси довели до общо действие – папа Инокентий III призовал през 1198 г. към нов кръстоносен поход. Бедни рицари-авантюристи откликнали веднага. Венеция, бивша византийски васал, която контролирала транспортните и търговски потоци в Средиземно море, поела организацията и финансирането на похода. Под предлог че помагат за възстановяването на сваления император Исак II Ангел и сина му Алексий IV кръстоносците обсаждали Константинопол. Превратът в града и окончателно детрониране на Ангелите са последвани от атака и превземане на 13 април 1204 г.
Това е първото превземане на Константинопол след основаването му. Три дни кръстоносците плячкосват държавните и църковни съкровища, манастирите и домовете на богатите. Огромен брой безценни произведения на изкуството са унищожени, а други са отнесени на Запад, най-много във Венеция. Поругаването на православните светини е преживяно драматично от интелектуалците и народа и става причина за възникване на непримирима омраза към католическия Запад.
Върху централните територии на Византия се образува Латинската империя, но тя не успяла да организира византийското общество по западен образец. Съпротивата се организирала първоначално около българския цар Калоян, който през 1205 г. нанася фатален удар на кръстоносците в битка при Одрин. Император Балдуин Фландърски е пленен и впоследствие екзекутиран. Тракия е очистена от западните рицари, много от тях напускат Константинопол. Смъртта на българския цар през 1207 г. пред стените на Солун спасява Латинската империя от унищожение.
В провинциите настъпило укрепване – възникнали няколко държави, наследници на Византия – Трапезунд, Никея и Епирското деспотство, които заедно с възстановеното Българско царство започнали обсада на Латинската държава с център Константинопол. Към 1237 г. най-силна позиции в борбата за възстановяване на Империята има Иван Асен II, но след смъртта му през 1241 г. и поради нашествията на татарските орди в Северна България единствената силна държава в региона остава Никея управлявана от Йоан Дука Ватаци. Ватаци и синът му Теодор Ласкарис укрепили Никейската империя, превземайки български територии в Тракия и Македония след смъртта на Иван Асен II, но не доживели триумфа на Никея през 1261 г., когато Константинопол е превзет, и на трона с народни тържества и църковни служби тържествено е коронясан за император Михаил Палеолог, отстранил техния наследник малолетния император Йоан.
Възстановената Империя е доста различна от ранна Византия, както и от великата сила по време на императорите-иконоборци или тези от Македонската династия. Докато преди могъщата светска власт доминирала едно динамично, но все пак подчинено духовенство, по време на Палеолозите тя имала почти ефимерни политически структури. Присъствието ѝ е повече културно и религиозно. Докато властта на Императора намалявала, властта на Патриарха растяла и достигала до далечните нови славянски държави на север. Разрушаването на столицата премахнало старите клишета и освободило нови течения в изкуството. Докато ересите от миналото се провокирали от религиозни и културни спорове и различия, ересите през XII – XIV век до голяма степен били следствие на социалната разруха.

### Залез и наследство
След като Византия е възстановена, срещу нея започват да се организират коалиции, целящи да възстановят създадената през 1204 г. Латинска империя. Най-силна е коалицията на сицилианския крал от френски произход Карл I Анжуйски, която включва България, Сърбия, Епир и други. Ето защо през 1274 г. в Лион е сключена уния между Михаил VIII Палеолог и папата, признаваща папата за духовен водач на Византия. Тя цели да бъдат предотвратени коалициите срещу Византия. Поне на това се надява византийският император. Но самите византийци не били съгласни с нея. Не след дълго те престават да се подчиняват на папата. От своя страна и той престава да спира готвените коалиции. Но през 1282 г. Шарл умира. Освен това император Михаил прехвърля цялата си войска на Балканите. В Мала Азия остават малки гарнизони. Това улеснява заселването на принудените да търсят нови земи от татарите тюркски племена. Въпреки героичните опити местните жители не могли да ги спрат. В стремежа си да осигури повече средства за активната си европейска политика император Михаил наредил и свободното гранично население в Мала Азия – акритите, охраняващи границата със Селджукския султанат и нововъзникналите малоазийски бейлици да плащат данъци, което довело до брожения и срив на източната граница на империята. В Северозападна Мала Азия възникнал османският бейлик, който през следващите години изиграва сериозна роля.
Император Михаил VIII Палеолог умира през 1282 г. На престола той оставил сина си Андроник II Палеолог. Той отменил унията от Лион. Стремял се да присъедини Епир, Тесалия и Морея, но губи територии в Северна Македония със Скопие в полза на Сърбия като зестра, след като предоставя малолетната си внучка Симонида за съпруга на сръбския крал. Опитва се да освободи завладените от турците земи, но има ограничен успех. През 1304 г. Византия губи сражението при река Скафида с българския владетел Теодор Светослав, с което загубва и областта между Странджа, Стара планина и Черно море, а през 1322 г. – и временно Пловдив и някои крепости около Одрин. През 1307 г. България и Византия сключват мирен договор, скрепен чрез брак между дъщерята на императора и българския цар Теодор Светослав. През 1321 г. във Византия избухва гражданска война между Андроник II Палеолог и внука му Андроник III Палеолог. През 1332 г. Византия си връща градовете на юг от Стара планина, но след битката при Русокастро отново губи част от тях. През третата война между двамата императори Андроник III Палеолог побеждава дядо си и го принуждава да се оттегли от престола. Още незатихнала се разгаря друга гражданска война този път между малолетния Йоан V Палеолог и претендента Йоан Кантакузин. Побеждава първият, но той е принуден да отстъпи на България и Иван Александър осем крепости в Родопите, включително и Пловдив, заради оказаната подкрепа от страна на българския цар. Йоан Кантакузин проводил през 1351 г. пратеничество при българския цар за съюз срещу турците, но последният отказал. Докато се разгаряла гражданската война, османските турци завземали все повече и повече византийска територия. Скоро тя била разполовена на три – Цариград и околностите му, Солун и Морея (Пелопонес). През 1369 г. османските турци превзели Одрин, който обявили за столица, а през 1387 г. и Солун. През 1391 г. император станал Мануил II Палеолог. Той прекарал няколко години на Запад, искайки помощ за Константинопол срещу турската обсада. Градът се държал само благодарение на изпратените от френския крал стрелци. Западните владетели му обещавали помощ, но на практика не могли да я окажат. Неочаквано обаче съдбата помогнала на Византия. През 1402 г. турците загубили битката при Ангора срещу Тимур, а султан Баязид I бил пленен. В следващите години византийската дипломация полагала много усилия, за да задълбочи противоречията между Баязидовите синове. Това продължило до 1413 г., когато победил Мехмед I, не без помощта на християните. Още преди управлението на Мехмед I Византия дори си върнала Солун, но през 1430 г. той бил отново покорен от турците. През това време Византия можела да изтласка турците от Балканите в съюз с Венеция, но пропиляла този шанс, защото мислела, че новият владетел бил миролюбив.
Турската държава междувременно укрепнала и скоро отново засилила натиска си. Това принудило Йоан VIII Палеолог да сключи Фераро-Флорентинската уния. Тя щяла да има успех само ако папата съумеел да организира кръстоносен поход срещу турците. Той успял. На призива му откликнали унгаро-полският крал Владислав III Ягело (Варненчик) и трансилванският войвода Янош Хуняди, които събрали многонационална войска (поляци, чехи, унгарци, французи). През 1443 г. те достигнали до София, но поради настъпващата зима се оттеглили. На следващата година полско-унгарската армия предприела нов поход. Този път тя тръгнала по дунавското крайбрежие, но при Варна претърпяла поражение от Мурад II. Вече нищо не можело да помогне на Византия.
През 1451 г. на турския престол се възкачил Мехмед II. През април 1453 г. артилерийски обстрел засипал Константинопол. 150 000 турска армия обсадила града. 7000-те защитници се съпротивлявали твърдо, но не могли да отблъснат многократно превъзхождащия ги противник. На 29 май в уличните боеве загива и последният император на Византия Константин XI Палеолог. Турците плячкосват града. Църквата „Света София“ била превърната в джамия, а Константинопол под името Константиние става турска столица. През 1460 г. било покорено и Пелопонеското деспотство, а три години по-късно – и Трапезундската империя. Така византийската държавност загива. Останала само Цариградска патриаршия, която става представител на покорените християнски народи в Османската империя. Много византийци бягат в съседните страни и Италия, а престолонаследниците – в Русия.